# Augeneria dayi
Augeneria dayi är en ringmaskart som beskrevs av Silva 1965. Augeneria dayi ingår i släktet Augeneria och familjen Lumbrineridae. Inga underarter finns listade i Catalogue of Life.